# 绍代罗勒
绍代罗勒（法語：Chaudeyrolles，法語發音：[ʃodeʁɔl]）是法国上卢瓦尔省的一个市镇，属于勒皮区。

## 地理
绍代罗勒（44°57'1"N, 4°12'11"E）面积18.9 平方千米，位于法国奥弗涅-罗讷-阿尔卑斯大区上盧瓦爾省，该省份为法国中南部省份，北起多姆山省和卢瓦尔省，西接康塔爾省，南至洛泽尔省，东临阿尔代什省。
与绍代罗勒接壤的市镇（或旧市镇、城区）包括：拉罗谢特、圣克莱芒、莱塞斯塔布勒、利尼翁河畔费、圣弗龙。

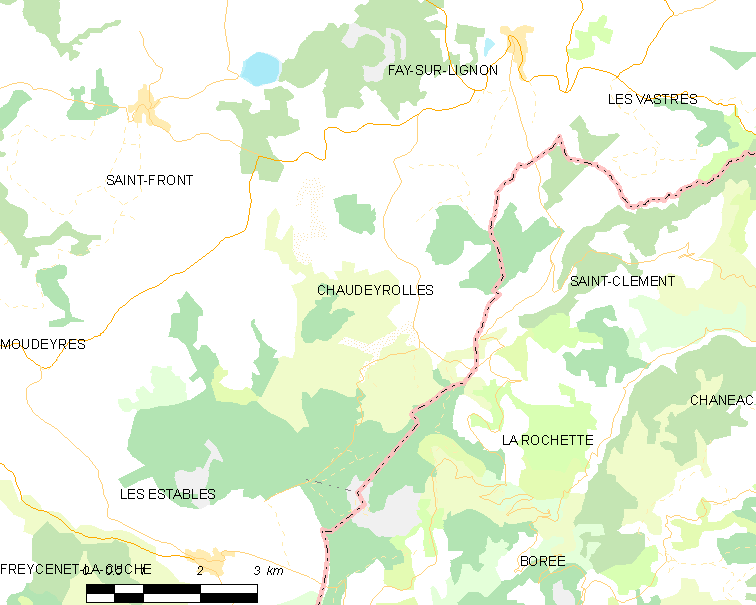
绍代罗勒的OSM定位图

绍代罗勒的时区为UTC+01:00、UTC+02:00（夏令时）。

## 行政
绍代罗勒的邮政编码为43430，INSEE市镇编码为43066。

## 政治
绍代罗勒所属的省级选区为梅藏县。

## 人口

1962-2008年间绍代罗勒人口变化图示

绍代罗勒于2022年1月1日时的人口数量为128人。